# Hashtag Viajeros
#Hashtag Viajeros fue un programa de televisión argentino de viajes transmitido por la cadena de televisión Telefe, estrenado el jueves 8 de septiembre de 2017 a las 00:15hs. Fue presentado por la actriz y modelo Florencia Torrente.
Producido por los hermanos Valenzuela.

## Formato
El programa sigue a cinco jóvenes influencers, quienes con sus celulares grabarán los disntitntos lugares que visiten por el mundo con la intención de mostrar cómo es viajar con los códigos que manejan la cultura millenial. Estos cinco jóvenes formarán el grupo La liga de los viajeros, y cada uno se encargará de un eje temático diferente como el arte, la cultura pop, la cocina, los festivales y la moda.

## Días y Horarios
El programa se emite de lunes a viernes pasada la medianoche (00:30hs) en dos formatos:
- Micros de 5 minutos, los días lunes, martes, miércoles y viernes.
- Programa extendido de 20 a 25 minutos, los días jueves.

## Equipo
El equipo del programa está integrado por jóvenes que ejercen influencia en las redes sociales:
- Florencia Torrente
- Lucas Baini
- Lionel Kleiman

Además de los viajeros oficiales, durante la segunda temporada, aparecieron en varios episodios viajeros invitados, diferentes famosos, como Peter Lanzani, Benjamín Amadeo, Manu Viale, y otros. Ellos también viajaron por diferentes destinos mostrando desde su visión personal lo más atractivo del viaje.
En la primera temporada también fueron parte:
- Sol Ainesa
- Agustina "Guti" Marzari

## Premios y nominaciones
| Año  | Premiación   | Categoría                | Receptor          | Resultado | Ref.  |
| ---- | ------------ | ------------------------ | ----------------- | --------- | ----- |
| 2017 | Premios Tato | Mejor Programa de Viajes | #Hashtag Viajeros | Nominado  | [ 3 ] |